# Портрет невідомого (картина Рафаеля)
«Портрет невідомого» (1503—1504) — картина італійського художника Рафаеля Санті.

## Короткий опис
Маємо чимало портретів, що втратили авторство. До них належить і портрет невідомого зі збірки галереї Боргезе. Одразу трьом відомим майстрам відносили авторство твору. Простий за побудовою портрет подає мужнього, трохи похмурого чоловіка в чорному капелюху і костюмі без ювелірних прикрас. Зазвичай портрети замовляли заможні люди, що не приховували заможності та охоче демонстрували коштовності чи модний одяг, покажчик престижу і високого соціального стану.
Близькість до портретів нідерландців (Йос ван Клеве) чи німецьких художників спонукала віднести портрет до творів Ганса Гольбейна Молодшого. Але подібні зачіска й одяг у Клеве чи Гольбейна не зустрічались. До того ж портрети Клеве мають італійські музеї, було з чим порівняти. Звернення до старих інвентарів дало ім'я самого Рафаеля Санті. Саме так вказали автора портрета описи 1765 року. Високі мистецькі якості твору наче не заперечували авторство. Але було багато помилок, коли видатний твір віддавали не тому майстру. Так було з картиною «Юдиф» венеційця Джорджоне, яку теж відносили до творів Рафаеля. За Рафаелем портрет і рахувався 200 років. У 1911 році провели реставрацію і зняли усе зайве з його поверхні. Пізніше робили стилістичний та інші аналізи. Залишилось два автори — згаданий Рафаель та його вчитель Перуджино. Певний час авторство картини віддавали Перуджино, але наразі авторство Рафаеля підтверджено, про що сказано на офіційній сторінці музею, де зберігається це полотно.